# Hydriomena abacta
Hydriomena abacta är en fjärilsart som beskrevs av George Duryea Hulst 1898. Hydriomena abacta ingår i släktet Hydriomena och familjen mätare. Inga underarter finns listade i Catalogue of Life.